# Har Rai
Hai Rai (ur. 1630, zm. 1661) – siódmy guru sikhów.
Był wnukiem Guru Hargobinda. Guru został w wieku 14 lat. Prowadził ożywioną działalność misyjną, zainicjował między innymi wyprawy do Radżastanu i Kabulu czy południowego Pendżabu. Sam natomiast odwiedził Kaszmir i Multan. Wezwany przez Aurangzeba w celu interpretacji poszczególnych hymnów Adi Granth, wysłał na dwór cesarski, jako swego reprezentanta, swego syna Ram Rai'ego. Niezadowolony z jakości przedstawionych przezeń wyjaśnień swoim następcą mianował młodszego syna, Har Krishana.
| Imię                  | Data urodzenia   | Wybór na Guru       | Śmierć              |
| --------------------- | ---------------- | ------------------- | ------------------- |
| Guru Nanak            | 15 kwietnia 1469 | 20 sierpnia 1507    | 22 września 1539    |
| Guru Lehna Agad       | 31 marca 1504    | 7 września 1539     | 29 marca 1552       |
| Guru Amar Das         | 5 maja 1479      | 26 marca 1552       | 1 września 1574     |
| Guru Ram Das          | 24 września 1534 | 1 września 1574     | 1 września 1581     |
| Guru Ardżan           | 15 kwietnia 1563 | 1 września 1581     | 30 maja 1606        |
| Guru Hargobind        | 19 czerwca 1595  | 25 maja 1606        | 28 lutego 1644      |
| Guru Har Rai          | 16 stycznia 1630 | 3 marca 1644        | 6 października 1661 |
| Guru Har Krishan      | 7 lipca 1656     | 6 października 1661 | 30 marca 1664       |
| Guru Tegh Bahadur     | 1 kwietnia 1621  | 20 marca 1665       | 11 listopada 1675   |
| Guru Gobind Singh     | 22 grudnia 1666  | 11 listopada 1675   | 7 października 1708 |
| Sri Guru Granth Sahib |                  | 7 października 1708 |                     |